# Тьеполо, Джованни Баттиста
Джова́нни Батти́ста Тье́поло (итал. Giovanni Battista Tiepolo, варианты написания имени: Gianbattista или Giambattista — Джанбаттиста или Джамбаттиста; 5 марта 1696, Венеция — 27 марта 1770, Мадрид) — итальянский живописец и гравёр, виртуоз офорта, художник-декоратор, фрескист, представитель венецианской школы.

## Биография
Джанбаттиста Тьеполо родился 5 марта 1696 года в Венеции, в семье многодетного корабельного предпринимателя (imprenditore marittimo) Доменико Тьеполо, человека простого происхождения. Через одиннадцать месяцев после рождения ребёнка отец умер, и мать, Орсетта Марангон, одна воспитывала шестерых детей.
По рекомендации Доменико Монелло, каноника местной церкви, Джанбаттиста поступил учеником в боттегу (мастерскую) венецианского живописца Грегорио Ладзарини, рисовал иконки: «образки-медальоны» (santini da anello), а в четырнадцать лет начал писать на холсте, поражая свободной, даже беглой манерой письма.
В ранние годы Тьеполо испытал влияние творчества Себастьяно Риччи, Паоло Веронезе и Джованни Баттиста Пьяцетты.
В 1717 году молодой художник покинул мастерскую Ладзарини и стал членом местной корпорации живописцев (fraglia pittorica veneziana). В 1719 году женился на Марии Чечилии Гварди, сестре известных художников из семьи Гварди — Франческо, Джанантонио и Николо. От брака с Марией у Тьеполо родилось девять детей, в том числе будущие художники Джандоменико и Лоренцо.
Джанбаттиста писал фрески и картины по заказам венецианских патрициев. В 1723 году он представил эскизы росписей потолка капеллы Сан-Доменико в базилике Санти-Джованни-э-Паоло (Венеция, Галерея Академии), но заказ отдали Дж. Б. Пьяццетте.
В 1725—1729 годах Тьеполо работал по заказам Дионисио Дольфино, патриарха Аквилеи. Он создал росписи собора (1726), а затем Архиепископского дворца в Удине (1725—1728). Тьеполо выполнил несколько панно на холсте для потолка библиотеки патриархальной семинарии Удине. В 1726 году братство Святого Причастия Удине доверило ему украшение своей капеллы в соборе.
В Венеции Даниэле III Дольфино, брат патриарха, в своем завещании от 30 апреля 1726 года, написанном перед отъездом в посольство в Константинополь (где он умер 22 сентября 1729 года), выразил желание, чтобы самые известные венецианские художники написали картины для его дворца: Ка-Дольфин на Гранд-канале, однако только Тьеполо написал десять панно на холсте одинакового формата на темы из героической истории Древнего Рима (1729). Он выбрал сцены «триумфов», сражений, эпизоды прославляющие доблесть и верность римлян по книгам Тита Ливия и Плутарха. Большие панно вертикального формата выстроены по принципу сценической выразительности, с подчёркиванием эффектных ракурсов и жестов крупных фигур. Позднее картины были рассеяны наследниками. Три композиции: «Взятие Карфагена», «Битва при Верчелли» и «Триумф Югурты» находятся в Метрополитен музее в Нью-Йорке. Две других: «Ганнибал, созерцающий голову Гасдрубала» и «Этеокл и Полиник под Фивами» в Музее истории искусств в Вене. Пять картин хранятся в Санкт-Петербургском Эрмитаже: «Триумф Гая Мария» («Триумф императора»), «Кориолан под стенами Рима», «Призвание Цинцинната к власти диктатора», «Квинт Фабий Максим в Сенате Карфагена», «Муций Сцевола в лагере Порсены». Пять последних на аукционной распродаже в Париже в 1876 году приобрёл А. А. Половцов для Училища технического рисования барона Штиглица в Санкт-Петербурге. В 1923 году картины были переданы в Эрмитаж.
В 1730-х годах Тьеполо работал в Милане, Бергамо и Виченце, в базилике Сан-Антонио в Падуе. Это принесло ему известность и новые заказы. В 1740 году Тьеполо получил заказ на роспись плафона зала второго этажа Скуолы Кармини в Венеции. Ещё более известными стали фрески, созданные Тьеполо на тему апофеоза семейства Пизани на вилле в Стра (Венето) (1762). Дж. Б. Тьеполо вместе с сыном Джованни Доменико Тьеполо работал над фресками на вилле Вальмарана-аи-Нани недалеко от Виченцы. Отец и сын Тьеполо изобразили эпизоды из классических литературных произведений: «Илиады» Гомера, «Энеиды» Вергилия, «Орландо Фуриозо» (Неистового Роланда) Лудовико Ариосто и «Освобождённого Иерусалима» Торквато Тассо.
В конце 1757 года он расписал фресками два плафона во дворце Ка-Реццонико в Венеции для свадьбы в январе следующего года между Людовико Реццонико и Фаустиной Саворньян. Многие рисунки Тьеполо воспроизводил в офортах. Художник вёл переписку со многими известными меценатами и заказчиками, в частности, французскими и русскими через Франческо Альгаротти. Возможно, что именно Альгаротти порекомендовал российскому канцлеру М. И. Воронцову творчество Тьеполо, хотя тот и так был знаком с искусством выдающегося венецианского мастера.
Во дворце Воронцова на Садовой улице в Санкт-Петербурге имелось три плафона, написанных отцом и сыном Тьеполо: «Величие государей», «Триумф Венеры», «Триумф Геркулеса» (1759; аллегории правления Петра I, Елизаветы Петровны и мощи России). Эти плафоны не сохранились, но известны сделанные сыновьями Тьеполо гравюры.
В 1758 году архитектор Бартоломео Франческо Растрелли, работавший в Санкт-Петербурге, при поддержке канцлера М. И. Воронцова передал Тьеполо заказ императрицы Елизаветы Петровны на создание живописных плафонов для Большого зала и церкви Императорского Зимнего дворца. Но этот заказ не осуществился. Плафон «Воскресение Христа» написал Ф. Фонтебассо, но и он не сохранился.
Для Китайского дворца в Ораниенбауме Тьеполо написал плафон «Отдых Марса», утраченный в годы Великой Отечественной войны.
В 1750-х годах к венецианскому живописцу пришла общеевропейская известность. В 1750—1753 годах он создал одно из своих самых знаменитых творений — росписи Архиепископской резиденции в Вюрцбурге. Особенно величественна Парадная лестница дворца. Насыщенная живописью, лепкой и скульптурой, она представляет собой шедевр искусства немецкого барокко. Роспись плафона, выполненная Джованни Баттиста Тьеполо с сыновьями Джандоменико и Лоренцо представляет аллегорическую композицию «Четыре части Света». Живопись, благодаря приёмам trompe-l'œil, незаметно переходит в рельеф и сливается с архитектурой. «Написанные на плоскости потолка драпировки превращаются в свисающие с краёв карниза ткани, покрытые стуком (гипсом), а выполненные в горельефе части фигур „уходят“ в плоскость живописи. Свет, льющийся из окон, окончательно спутывает все измерения». В росписи плафона Императорского зала, посвящённой истории Фридриха Барбароссы, Тьеполо между иллюзорно написанными драпировками вставил куски зеркал, создающих эффект «сверкания небес».
В 1762 году Тьеполо принял приглашение короля Карла III, переехать в Испанию для работы в Королевском дворце в Мадриде при условии завершения прежних работ, а также предоставления размеров или планов Тронного зала в Королевского дворца.
13 марта 1762 года Тьеполо написал Альгаротти, что он почти закончил подготовительный рисунок (Вашингтон, Национальная художественная галерея) для плафона Тронного зала в Мадриде. Вскоре после этого, 31 марта, он выехал в Испанию со своими сыновьями Джандоменико и Лоренцо. В 1764 году он начал работать в Тронном зале Королевского дворца, создав плафон и два десюдепорта. Предвидя трудности с дальнейшими заказами на родине, Тьеполо решил не возвращаться в Венецию. Испанский король, довольный работой художника, поручил ему расписать несколько других помещений дворца. В 1767 году Карл III заказал семь алтарных картин для новой францисканской церкви Сан-Паскуале Байлон в Аранхуэсе.
Дж. Б. Тьеполо помимо монументально-декоративных работ писал портреты, картины на религиозные, мифологические, исторические и бытовые сюжеты: «Триумф Амфитриты» (ок. 1740 г., Дрезден), «Пир Клеопатры» (ок. 1744 г., Мельбурн), «Ринальдо в садах Армиды» (1750—1755, Чикаго), «Мучение святой Агаты» (1745—1750, Берлин).
Джованни Баттиста Тьеполо был замечательным графиком, автором необычайных по смелости и бегло-живописной манере, порой изысканно-гротескных, рисунков и офортов. Всего он выполнил тридцать пять офортов, среди них «сюиты»: «Vari Capricci» («Разные причуды», десять листов) и «Scherzi di Fantasia» («Шутки фантазии», двадцать три листа).
Тьеполо был членом Падуанской академии художеств и одним из создателей и, с 1750 года, первым президентом Венецианской академии изящных искусств. В Мадриде художник оставался до конца жизни. У него было много учеников. Тьеполо скончался в испанской столице в ночь с 26 на 27 марта 1770 года и был похоронен в церкви Сан-Мартин.

## Особенности индивидуального стиля
В XVIII веке в области изобразительного искусства Италия уже не играла той роли, которая была присуща этой стране в эпоху Возрождения XV—XVI веков и барокко XVII столетия. Однако в Венеции проходили пышные празднества, карнавалы, театральные представления, царили изящество, фантазия и шутовство. Знаменитые библиотеки и художественные коллекции, искусство ведуты (живописного и графического городского пейзажа), Комедия дель арте, музыка: хоровая и инструментальная музыкальная культура, искусство костюма, ювелирных изделий и карнавальных масок процветали именно в Венеции.
Художественный стиль, созданный Тьеполо, — «последний штрих этого радостного великолепия заката венецианской школы. В нём соединились традиции иллюзорных барочных росписей, утончённый аристократизм итальянского маньеризма… Но вместе с этим — и религиозная экстатичность, дух контрреформации, так мало подходящие беззаботным венецианцам». Мастер декоративной плафонной росписи, Тьеполо свободно владел построением глубокого изобразительного пространства, сложных ракурсов в изображении человеческих фигур и фантастической архитектуры в потоках света и цвета. Он смело соединял христианские сюжеты с античной мифологией и эстетикой куртизанок, что было вполне во вкусе венецианского маньеризма и особого барочно-рокайльного стиля.
Весьма образно эту особенность творчества Тьеполо характеризовал П. П. Муратов на примере росписи плафона на Вилле Стра, которая, по его мнению, относится к счастливейшим свершениям искусства рококо:

В лазоревостях и жемчужностях неба раскидываются исторические триумфы Пизани, соединившие дожей, посланников, адмиралов и полководцев с аллегорическими фигурами всех разновидностей славы и преуспеяния, с невероятными пышностями всевозможных убранств, с улыбками женщин, столь неожиданно глядящих на нас из углов огромной залы и столь же соблазнительных, как сама Венеция.
Творчество Тьеполо длилось более полувека, этот художник открыл динамику иллюзорного свето-воздушного пространства, развитую затем театральными декораторами семьи Бибьена, Дж. Валериани, Пьетро ди Готтардо Гонзаго и великим Дж. Б. Пиранези. Однако стиль самого Тьеполо, как бы беспечный и лёгкий, несколько поверхностен, отчего формы на его картинах и фресках кажутся эфемерными, вялыми и пустыми, к тому же не всегда удачны по цвету. Стиль Тьеполо, вполне оригинальный сам по себе, проторил дорогу многим поверхностным эпигонам венецианского барокко, например Дж. Б. Питтони. В «тени Тьеполо» долгое время оставался замечательный венецианский живописец, мастер плафонных росписей Маттиа Бортолони.
- Царица Зенобия перед императором Аврелианом. Ок. 1740. Прадо, Мадрид
- Мадонна горы Кармель с душами в чистилище. 1721—1727. Пинакотека Брера, Милан
- Обретение Истинного Креста святой Еленой. Тондо. Ок. 1745. Галерея Академии, Венеция